# Jetrenjarke
Jetrenjarke (jetrenjače, jetrenke; Marchantiophyta; stariji naziv Hepaticae), divizija mahovnjača, nižih nevaskularnih biljaka koje proizvode spore, poznatih još od devona (najstarija poznata vrsta Pallaviciniites devonicus), ali se značajnije javljaju tek u karbonu kad su pronađene njihove spore. Postoje primjerci pronađeni u paleogenskim jantarima.
Jertrenjarke čiji je najpoznatiji predstavnik Marchantia polymorpha (zdenčarka) odlikuje razgranato talozno tijelo s nitastim rizoidima na domjem dijelu i na površini tijela odvojenim muškim (anteridiji) i ženskim (arhegoniji) spolnim organima koje se ponekad nalaze na različitim jedinkama.

## Opis
Jetrenjarke su rasprostranjene diljem svijeta, ali najčešće u tropima. Talozne jetrenjarke, koje su razgranate i vrpčaste, obično rastu na vlažnom tlu ili vlažnom kamenju, dok se lisnate jetrenjarke nalaze na sličnim staništima, kao i na deblima u vlažnim šumama. Talus (tijelo) taloznih jetrenjarka podsjeća na režnjevitu jetru— otuda i zajednički naziv jetrenjača ili jetrenjarka ("biljka jetrenica"). Biljke nisu ekonomski važne za ljude, ali daju hranu životinjama, olakšavaju truljenje trupaca i pomažu u raspadanju stijena svojom sposobnošću zadržavanja vlage.
Jetrenjače su prije bile svrstane u odjel Bryophyta s mahovinama; međutim, filogenetski dokazi doveli su do reorganizacije njihove taksonomije. Podjela se sastoji od tri klase i šest ili sedam redova, koji su odvojeni primarno prema strukturama gametofita, sa značajkama sporofita koji također podupiru klasifikaciju. Lisnate jetrenke su uglavnom u redu Jungermanniales.
Spolni (gametofiti) i nespolni (sporofiti) naraštaji karakteriziraju životni ciklus jetrenjače. Generacija gametofita sastoji se od haploidnog talusa i dominantna je generacija; razvija se iz klijajuće spore. Spermiji iz muškog spolnog organa (anteridija) putuju kroz vodeni okoliš kako bi oplodili jajašca koja su još zadržana u ženskom spolnom organu (arhegoniju). Generacija sporofita razvija se iz ovog diploidnog embrija i formira sporangij na svom vrhu. Spore se oslobađaju kada sporangij pukne, označavajući početak nove gametofitne generacije.
Većina jetrenjaka može se razmnožavati nespolno pomoću gemma, diskova tkiva koje proizvodi gametofitska generacija. Gemmae se drže u posebnim organima poznatim kao čašice dragulja i raspršuju ih kiša. Fragmentacija talusa također može rezultirati novim biljkama. Jednostanične strukture zvane rizoidi pričvršćuju većinu jetrenjaka za svoje supstrate.
Najstariji poznati fosili jetrenjača pružaju najranije dokaze o kolonizaciji biljaka na kopnu. Ovi fosili, koji se pojavljuju kao kriptospore (strukture slične sporama), otkriveni su u Argentini u stijenama koje datiraju između 473 milijuna i 471 milijuna godina.

## Podjela
Danas se dijele na 3 razreda.
1. Haplomitriopsida Stotler & Crand.-Stotl.
2. Jungermanniopsida Stotler & Crand.-Stotl.
3. Marchantiopsida Cronquist, Takht. & W. Zimm.